# حسين موشيما
حسين موشيما (بالإنجليزية: Housen Mushema)‏، هُو عارض أزياء ومُمثل أوغندي.

## وصلات خارجية
- حسين موشيما على موقع IMDb (الإنجليزية)